# 부르주아지

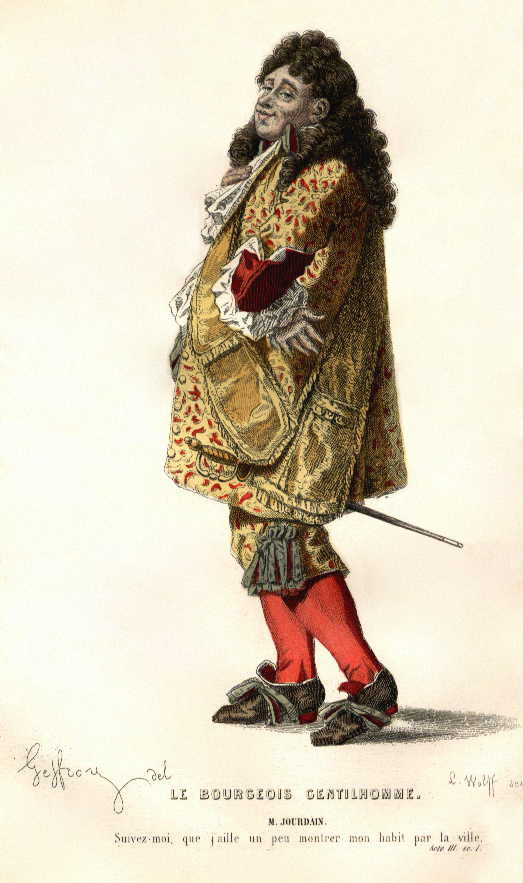

부르주아지(프랑스어: bourgeoisie, 문화어: 부르죠아지)는 원래 성 안 사람이란 뜻이었으나 마르크스주의 이후 현대에는 유산시민(有產市民), 자본가 계급을 뜻한다. 시민 계급(市民階級)으로 번역되기도 한다. 형용사형은 부르주아(프랑스어: bourgeois)이다. 예로부터 정치인(政治人, 영어: politician)은 부르주아지와 권력자의 속성을 동시에 가지고 있다.

## 어원과 역사
프랑스어로 ‘성(城)’을 뜻하는 bourg에서 유래한다. 부를 축적한 계급은 안전하고 윤택한 성내에 살고 그렇지 못한 계급은 위험하고 척박한 성외에서 살았으므로 생긴 명칭이다. 이 유래를 좇아 부르주아는 자본가 계급을 뜻하게 되었고 반의어는 무산자를 뜻하는 프롤레타리아이다. 자본가나 자본주의 개념의 발달 역사가 늦어서 프랑스 혁명 이후에도 정체성을 찾지 못 하고 귀족을 선망하는 자본가들이 있었으며 미국에서도 초기 자본가들은 귀족의 칭호로 불리기도 했다. 상당히 이른 시기에 자본가와 자본주의를 다루려고 했던 카를 마르크스가 자본주의나 자본가 정체성 혹은 개념에 영향을 미쳤다는 주장도 있다.
| “ | How can I accept a doctrine which sets up as its bible, above and beyond criticism, an obsolete text-book which I know to be not only scientifically erroneous but without interest or application for the modern world? How can I adopt a creed which, preferring the mud to the fish, exalts the boorish proletariat above bourgeois and the intelligentsia who, whatever their faults, are the quality in life and surely carry the seeds of all human advancement? Even if we need a religion, how can we find it in the turbid rubbish of the red bookshop? It is hard for an educated, decent, intelligent son of Western Europe to find his ideals here, unless he has first suffered some strange and horrid process of conversion which has changed all his values. | ” |
|   | — Keynes, John Maynard (1931). Essays in Persuasion |   |

그 유명한 존 메이너드 케인스 역시 이 개념을 사용했다. 의외로 귀족들과 대립하던 부르주아들도 자신들을 대중들과 분리했으며 민중보다는 귀족 문물을 수용해서 자신들의 방식으로 재탄생시키기도 했다. 사실 빌런이란 단어의 유래가 촌락민일 정도로 당시 하류층 수준은 좋지 않았다.
사실 자본가들은 상당히 지성적인 편이었는데, 그들은 종종 흑인뿐만 아니라 백인들 역시 가치를 계산하여 부리기도 했다. 끝나지 않은 노예의 역사에 의하면 흑인 노예제 타도를 위하여 노력했던 토마스 클라크슨은 노예선에서 매질을 당하는 영국 백인들을 보았으며 심지어 그들은 등에 고온의 타르가 끼얹어지기도 하고 갑판에 며칠씩 쇠살로 묶이기도 했다. 계약 조건 역시 매우 열악했다고 한다. 의식주조차도 형편없어서 이들은 심심하면 질병에 걸려 죽기도 했다. 심지어 노예무역 항로에서 흑인 수준으로 백인 선원 20%가 항해 중 죽었다. 네덜란드의 식민지 총독이었던 팔케니르는 당시 인도네시아의 식민 산업에서 중요한 역할을 하던 화교들이 학살당하고 그에 대한 반발로 반란을 일으키면서 설탕 산업에 차질이 생기자 분노한 자본가들에 의해 사형을 당했을 정도였다.
일반적으로 세상이 다 그렇지만 민주주의가 발달하기 전 자본가들은 당시 서민들 사이에 퍼졌던 소문과 달리 생각보다 고귀한 태생인 경우가 많았다. 귀족의 후손인 카네기나 J.P 모건은 물론 록펠러조차 일반인들에 비해 높은 가문의 후손이었다. 후손이 비록 가난하고 힘든 환경에 있다고 해도 조상들이 상속한 이들의 정신적 유산은 전혀 만만하지 않았던 것이다.

## 같이 보기
- 프티 부르주아지 (소시민)